# Cykl organizacyjny
Cykl organizacyjny, cykl zorganizowanego działania – pewna liczba czynności, kroków, etapów, faz zawsze jednakowych, których istota nie zależy od celu, do którego się dąży. Każdy z następujących po sobie etapów jest mniej lub więcej rozwinięty, zależnie od wypadku, jednak zawsze chociażby w zarodku istniejący.
Celem stosowania cyklu zorganizowanego działania jest podniesienie wydajności pracy poprzez eliminację marnotrawstwa i błędów mogących pojawić się w działaniu, i tym samym to zorganizowane działanie ma umożliwić sprawną realizację określonego celu. Cykl zorganizowanego działania wpisuje się w najważniejszą wytyczną sprawnego działania: działać w sposób zorganizowany.
„Cechą wspólną organizowania działań jest przestrzeganie jednej z ważniejszych prakseologicznych zasad sprawnego działania – zasady działania zorganizowanego, uzależniającej sprawność działania od uwzględnienia w nim pewnych stałych, powtarzalnych czynności, mających w sumie walor metody ogólnej”.
Działanie zorganizowane jest to działanie przygotowane i systematyczne. Podstawowe etapy cyklu działania zorganizowanego po raz pierwszy wyodrębnił Taylor, a w usystematyzowanej postaci podał Le Chatelier, rozważając różnice między działaniem zorganizowanym i niezorganizowanym.
Równoważnymi znaczeniowo określeniami są m.in. takie jak cykl działania zorganizowanego, metoda organizowania procesu pracy, pewne stałe, powtarzalne czynności, organizowanie działań, cykl organizacyjnego działania, cykl organizacyjny, metoda organizowania swej pracy, cykl działania, system funkcjonalny / elementy funkcjonalnego zarządzania, metoda organizowania procesu pracy, uporządkowana / ukierunkowana sieć działań, łańcuch zdarzeń, schemat blokowy, ustalona drobiazgowa technika działania czy postęp w kierunku lepszej roboty, racjonalizacja.

## Geneza powstania cyklu organizacyjnego
Sprawne działanie wymaga nie tylko wykonania jakiegoś produktu, ale wykonania go najtaniej, przy utrzymaniu zamierzonego poziomu jakości.
Aby jakiś dyrektor, kierownik, majster mógł efektywnie podołać swoim różnorodnym obowiązkom w przedsiębiorstwie (organizacji w znaczeniu rzeczowym, podmiotowym) musi posiadać „dużą dozę przyrodzonych uzdolnień”, musi być „niezwykle zdolny” i „mieć za sobą lata specjalnej nauki”. Do wykonania obowiązków majstra potrzebnych jest dziewięć wymienionych przez Taylora zalet. Każdy majster na początku – zanim „wydoskonali się”, dojdzie do pewnej wprawy w swoim fachu – nie wykonuje swoich obowiązków sprawnie. Wskutek trudności osadzenia właściwymi ludźmi stanowisk Taylor zauważył, że pozyskanie pełnowartościowego majstra, znalezienia „w jednym człowieku licznych specjalnych wiadomości fachowych i różnych umysłowych i moralnych zalet”, koniecznych by podołać wszystkim wymaganym obowiązkom, w tym obecnym systemie to okresu wielu lat. Taylor zauważa problem wielozadaniowości majstra – listę różnorodnych czynności do spełnienia.
Zauważył ponadto, że majster – dla ulżenia sobie – przerzuca swoje obowiązki na podmajstrów. Wtedy każdy z tych ludzi ma do spełnienia prawie tyle samo różnorodnych czynności, jak i sam majster. Taylor zauważa, że wielu ludzi posiadając tylko trzy z tych pożądanych zalet może już być zwykłymi robotnikami, posiadanie czterech, stanowi już kwalifikacje lepiej płatnego robotnika. Człowieka posiadającego pięć z tych zalet trudno już znaleźć, a z sześcioma, siedmioma i ośmioma prawie już się nie spotyka. A jeżeli taki człowiek się znajdzie, to właściwie należy postawić go na stanowisku dyrektora lub kierownika, a nie majstra. Taylor zauważa także, że można znaleźć wielu ludzi, którzy będą posiadali cztery lub pięć z wymienionych zalet. Na podstawie tego dostrzega także, że zarządzanie powinno być tak podzielone, by na czele poszczególnych działów stali ludzie odpowiedniej kategorii.
Taylor stwierdza, że największy postęp w organizacji przynosi taka reforma (usprawnienie), gdzie cała umiejętność zarządzania polega właśnie na podzieleniu obowiązków „dawnego jedynego majstra”, spędzającego cały swój czas z robotnikami, na czterech majstrów, na cztery funkcje:
- majstra przebiegu robót (gang boss) – funkcja przygotowania robót,
- majstra instruktora (speed boss) – funkcja utrzymywania maszyn,
- majstra kontrolera (inspector) – funkcja objaśniania sposobu roboty,
- majstra naprawy (repair boss) – funkcja kontroli.

Reasumując, w dawnym systemie obowiązki, które wykonywał jeden wszechstronny majster, przy systemie funkcjonalnym rozdziela się na kilku (nawet do ośmiu). Do trzech najważniejszych korzyści z tego usprawnienia – systemu funkcjonalnego, czyli podzielonego zarządzania – zalicza się m.in.:
- możliwość wyszkolenia w bardzo krótkim czasie majstrów specjalizowanych – którym potrzeba tylko kilku z wymaganych dziewięciu zalet a wiadomości fachowe, które powinien posiadać, stanowią tylko małą cząstkę tych, jakie musiał mieć majster dawnego typu – co pozwala w stosunkowo krótkim czasie zaopatrzyć nawet nowy i duży zakład w odpowiednich pracowników, którzy będą mogli podołać stawianym im wymaganiom, co było zupełnie nie do urzeczywistnienia przy starym systemie;
- zupełną możność zastosowania czterech podstawowych zasad zarządzania, zarówno do majstrów, jak i robotników; każdy majster może mieć pracę wyznaczoną i tak dokładnie określoną, że będzie całkowicie zajęty, a jednocześnie będzie w możności wykonać całe swoje zadanie;
- możliwość zarządzania całym zakładem, czyli wszystkimi warsztatami, bezpośrednio nie przez dyrektora, kierowników oddziałów lub majstrów, ale przez biuro organizacji dzięki przekazaniu przez kierownictwo całej swojej pracy różnym funkcjonalnym czynnikom tego biura; Taylor wyróżnia 17 rodzajów zadań biura.

Reasumując, obserwacje i doświadczenia Taylora dowiodły, że rozdzielenie funkcji jednego majstra na kilku – podobnie jak rezygnacja z nauczania przez jednego nauczyciela wszystkich przedmiotów na rzecz kilku nauczycieli wyspecjalizowanych – zapewnia pożądane zwiększenie efektywności działania. F. W. Taylor wskazuje drogę, której celem jest podniesienie samej pracy ludzkiej na wyższy poziom wydajności.

## Wybrane ciekawsze systematyzacje działania
W literaturze przedmiotu istnieje wiele klasyfikacji zorganizowanego działania. Powstały one po zastosowaniu zasady podziału Kartezjusza do organizacji – „Trzeba podzielić każdą trudność na tyle cząstek, na ile się da, aby je łatwiej pokonać”. Dzięki jej zastosowaniu zadanie dzielone jest na kolejne czynności, które trzeba wykonać za każdym razem, aby dojść do jakiegoś wyniku.

### System F. W. Taylora – organizacja posunięta do najwyższych granic
Idea systematyzacji wyrażona przez Taylora jest bardzo prosta i może być wypowiedziana jednym zdaniem: zastanowić się, a potem działać. Więcej, ta uniwersalna myśl pozwala wszelkie cykle zorganizowanego działania zawrzeć – na wysokim poziomie ogólności – w tych dwóch krokach.
Według Taylora najlepszym kierownikiem będzie ten, kto siłami, znajdującymi się w jego rękach, tak pokieruje, że każda jednostka będzie pracować najwydatniej i będzie odpowiednio do tego wynagradzana. Aby to osiągnąć, Taylor zaleca oddzielenie planowania od wykonania, używając do planowania wykwalifikowanych specjalistów, odpowiednio przygotowanych umysłowo, a do wykonania – robotników, posiadających odpowiednie siły fizyczne do pracy i chętnych w podporządkowaniu się pod umiejętne kierownictwo.
Henry R. Towne, w przedmowie do książki Taylora pt. Shop management, jeszcze bardziej podkreśla te kluczowe role Taylora. Do nich – oprócz kierownika, robotnika czy kontrolera – zalicza wykwalifikowanego specjalistę od planowania – inżyniera. Zadaniem jego jest nie tylko projektować / planować, ale projektować tak, aby osiągnąć najlepsze ekonomiczne wyniki. Towne podaje kryteria oceny dla czterech typów inżynierów: złego, lichego, dobrego i najlepszego.
Planowanie Taylora zawiera w sobie takie czynności jak:
- ustalenie dokładnie drogi (sieć działań), którą będzie przechodził jakiś przedmiot zanim przyjdzie do warsztatu,
- sporządzenie dla każdej czynności / działania piśmiennej instrukcji (tzw. karta instrukcyjna) ze wskazaniem szczegółów wykonywania czynności podczas roboty i jej ukończenia (powinny być wskazane m.in. numer rysunku, odpowiednie narzędzia, przyrządy, wskazanie najkrótszego czasu, w ciągu którego ostatecznie robotnik będzie obowiązany robotę wykonać czy zawarcie szeregu krótkich operacji / drobiazgowego podziału głównej czynności),
- wyznaczenie każdemu robotnikowi dokładnie odmierzonego zadania przynajmniej na jeden dzień naprzód,
- dawane robotnikom na piśmie wszystkich rozporządzeń ze wszystkimi szczegółami
- zobowiązanie robotników do codziennego zwracania pisemnego sprawozdania, wykazującego co wykonano, po to, aby kierownik / biuro organizacyjne mogło przygotować robotę na następny dzień i przewidzieć postęp robót w całym zakładzie.

Wykonanie pracy wg Taylora zawiera w sobie takie czynności jak:
- wykonywanie pracy ściśle z instrukcją,
- gruntowne sprawdzanie wyniku pracy najmniej raz a czasem dwa razy dziennie.

### Cykl wg H. Le Chateliera
Le Chatelier „unaukowił” koncepcję F.W. Taylora, porządkując logicznie jego różne zasady i wskazówki w spójną całość. Jak pisze A. K. Koźmiński i W. Gasparski uogólnił naukowe zarządzanie w tzw. cyklu działania zorganizowanego (cyklu organizacyjnym). Etapy organizacji wg Chateliera to:
1. wybór celu, jaki mamy osiągnąć / postawienie określonego celu.
2. zbadanie środków i warunków, których trzeba użyć, aby osiągnąć ten cel / wybranie najlepszego sposobu wykonania danej pracy.
3. przygotowanie środków i warunków działania, uznanych za potrzebne.
4. wykonanie zamierzonej czynności, stosownie do powziętego planu.
5. kontrola osiągniętych / otrzymanych wyników.

Powyższy cykl organizacyjny jest podstawą postępowania organizatorów na całym świecie. Rozwijany i dostosowywany do konkretnych sytuacji i celów znajduje odbicie w różnych szczegółowych metodykach rozwiązywania problemów organizacyjnych.

### Cykl wg |T. Kotarbińskiego
Tadeusz Kotarbiński jako składnik dobrej roboty wyróżnia trzy fazy sprawnego działania:
1. faza przygotowania późniejszego działania (preparacja),
2. faza wykonania działania,
3. faza kontroli.

Ponadto definiuje on w bardzo interesujący sposób czynność przygotowania, zwana też preparacją późniejszego działania. Czynność jest przygotowaniem drugiej, wtedy i tylko wtedy, jeżeli jest od tej drugiej wcześniejsza, a przy tym powoduje ją, umożliwia lub tylko ułatwia. Samo planowanie jest niewątpliwie czynnością przygotowawczą, a z drugiej strony planowany układ czynności zawiera normalnie w przeważnej mierze opisy czynności przygotowawczych.

### Cykl prakseologiczny
Prakseologia to teoria sprawnego działania, której cykl prakseologiczny dotyczy wszelkiego celowego działania ludzkiego. Składa się na niego 5 etapów:
1. diagnoza (zebranie faktów),
2. prognoza (przewidywanie),
3. planowanie i programowanie,
4. realizacja,
5. ocena efektów.

### Działania zorganizowane J. Zieleniewskiego
- Jan Zieleniewski opracował pięcioetapowy cykl działania, nawiązując do klasycznego cyklu Le Chatelier’a składający się z pięciu elementów[25][26]:

1. stwierdzenie celu / uświadomienie rzeczywistych celów działania i ich wzajemnego stosunku,
2. planowanie działania (organizowanie toku działań), czyli obmyślenie środków i sposobów działania, dostosowanych zarówno do celów, jak i warunków,
3. pozyskanie i rozmieszczenie zasobów potrzebnych do wykonania planu,
4. realizacja planu,
5. kontrola realizacji.

### Cykl / porządek podejmowania decyzji problemowych
Cykl, czyli szereg czynności lub zjawisk tworzących zamkniętą całość rozwojową, powtarzającą się okresowo, można odnieść także do porządku podejmowania decyzji mającej na celu rozwiązanie problemu, który definiuje się jako niepożądany efekt, coś, co nie funkcjonuje dobrze w organizacji. Etapami tego cyklu są:
1. faza preparacji,
2. faza wyboru,
3. faza wdrożenia.

### Cykl projektowania inżynieryjnego wg H. Asimowa
Fazy projektowania inżynieryjnego wg H. Asimowa:
1. analiza potrzeb,
2. zebranie i usystematyzowanie informacji,
3. identyfikacja i analiza problemów projektowania oraz układu zmiennych,
4. badanie kryteriów (wraz z całym systemem wartości),
5. synteza możliwych rozwiązań,
6. optymalizacja,
7. podjęcie decyzji,
8. sprawdzanie ocena i przewidywanie zachowania się rozwiązania.

### Cykl wg Bartee
Cykl wg Bartee:
1. analiza,
2. synteza,
3. ocena.

### Cykl procesu badawczego wg R. L. Ackoffa
Fazy procesu badawczego wg R. L. Ackoffa:
1. sformułowanie problemu,
2. budowa modelu,
3. sprawdzenie modelu,
4. uzyskiwanie rozwiązania na podstawie modelu,
5. sprawdzanie i sterowanie rozwiązania,
6. wdrażanie rozwiązania.

### Cykl zarządzania projektem wg PMBOK
A Guide to the Project Management Body of Knowledge (PMBOK Guide) to amerykański standard opisujący normy, metody, procesy i rozwiązania. Na przebieg realizacji projektu wg PMBOK edycji czwartej składają się:
1. inicjowanie / podjęcie projektu,
2. organizacja i przygotowanie / planowanie,
3. wykonywanie pracy / realizacja,
4. monitorowanie i kontrola projektu,
5. zamykanie projektu.

### Cykl zarządzania projektem wg PRINCE2
Podejście brytyjskie zarządzania projektami PRINCE2 2009 proponuje cykl zarządczy w postaci siedmiu głównych grup procesów zarządczych:
1. przygotowanie projektu,
2. zarządzanie strategiczne projektem,
3. inicjowanie projektu,
4. zarządzanie końcem etapu,
5. sterowanie etapem,
6. zarządzanie dostarczaniem produktów,
7. zamykanie projektu.

### Cykl zarządzania projektem wg metody PCM
Metoda Project Cycle Management (PCM) to podejście europejskie. Metoda powstała w latach 50. u planistów wojskowych USA. Została później przyjęta przez Niemców i w 1992 r. adoptowana przez Komisję Europejską jako zestaw narzędzi do planowania i zarządzania projektami nazwany Zarządzaniem Cyklem Życia Projektu (ang. Project Cycle Management – PCM). Termin Zarządzania Cyklem Projektu był stosowany do opisywania czynności zarządzania i procedur podejmowania decyzji używanych w trakcie cyklu życia projektu (włączając kluczowe zadania, role, odpowiedzialności, kluczowe dokumenty i opcje decyzyjne).
Pełny cykl postępowania w podejściu PCM przebiega według sekwencji złożonej z pięciu faz. Fazy cyklu określają kluczowe decyzje, potrzeby i odpowiedzialność w każdej z faz oraz mają charakter progresywny (każda z nich musi być ukończona tak aby następna mogła być ukończona z sukcesem). 
Cykl życia projektu zgodny z PCM składa się z następujących faz:
- programowanie (ang. programming),
- identyfikacja (ang. identification),
- formułowanie (ang. formulation),
- wdrożenie (ang. implementation),
- ewaluacja i audyt (ang. evaluation & audit).

### Model funkcjonalny M. Trockiego
Podejście M. Trockiego to kolejny model / cykl pokazujący, że zarządzanie działaniem złożonym jakim jest projekt to działanie powtarzalne. Model ten określa następujące etapy cyklu zarządzania projektami dla scenariusza pozytywnego realizacji projektu:
- inicjowanie projektu,
- definiowanie projektu,
- planowanie i organizowanie wykonawstwa projektu,
- wykonawstwo projektu,
- zakończenie (zamknięcie) projektu.

### Metoda projektu edukacyjnego MEN
Metoda projektu edukacyjnego jako koncepcja uczenia się przez rozwiązywanie problemów to podejście polskiego Ministerstwa Edukacji Narodowej. Od 1 września 2010 r. a została wprowadzona nowelizacją rozporządzenia MEN, która nakazuje zorganizowanie uczniom pracy metodą zespołowego projektu edukacyjnego a każdemu uczniowi wzięcie udziału w realizacji takiego projektu edukacyjnego.
Projekt edukacyjny jest realizowany przez zespół uczniów pod opieką nauczyciela i obejmuje:
- wybór tematu projektu edukacyjnego,
- określenie celów projektu edukacyjnego i zaplanowanie etapów jego realizacji,
- wykonanie zaplanowanych działań,
- publiczną prezentację przez uczniów rezultatów projektu edukacyjnego,
- podsumowanie pracy uczniów nad projektem edukacyjnym.

### Cykl 12 pytań w podejściu KISS PM M. Kapusty
Metoda KISS PM to cykl zorganizowanego działania dla obszaru planowania przedsięwzięć. Oparta jest ona na 12 prostych, a zarazem kluczowych pytaniach, które umożliwiają przedstawienie istoty przedsięwzięcia na jednej stronie kartki. Pytania te wspierają etapy rozpoczęcia i planowania przedsięwzięcia. Autorem tej metody jest Mariusz Kapusta, a tymi pytaniami są:
1. Dlaczego zaczynamy to działanie / projekt / przedsięwzięcie?
2. Po co go realizujemy?
3. Dla kogo go robimy?
4. Po czym poznamy, że zakończył się sukcesem, że osiągnęliśmy cel?
5. Co trzeba zrobić? Co ma być zrobione? Jakie elementy przedsięwzięcia powstaną?
6. Kiedy? Na kiedy mamy to wykonać? Kiedy to zrobimy? Do kiedy mają powstać poszczególne elementy?
7. Za ile? Ile to będzie kosztować? Jakie zasoby są potrzebne?
8. Kto tego dopilnuje? Kto to zrobi?
9. Co może pójść nie tak, niezgodnie z planem?
10. Co może nam szczególnie pomóc?
11. Jak będziemy wprowadzać zmiany?
12. Jak będziemy sprawdzać postępy?

Metoda istotnie usprawnia proces planowania przedsięwzięcia oraz zwiększa szanse na podejmowanie istotnych przedsięwzięć. Wspierana jest użytecznymi narzędziami w postaci planszy, kartami projektowymi czy klockami „PM House”, które to pozwalają w prosty sposób na poskładanie elementów przedsięwzięcia w jedną całość. Po zwala to na motywowanie ludzi do pracy nad przedsięwzięciem oraz angażowanie w niego najważniejszych osób.

### Cykl projektu doktorskiego
W Polsce obowiązują dwa akty prawne regulujące proces nadawania stopnia naukowego doktora. W ramach pełnego cyklu przewodu doktorskiego kandydat na doktora wykonuje projekt badawczy, którego zalecany przebieg wygląda następująco:
1. proof of concept J. Cieślika[42],
2. przygotowanie projektu badania,
3. przeprowadzenie badania,
4. wnioskowanie i przygotowanie tekstów,
5. procedura przewodu doktorskiego,
6. uroczyste wręczenie.

Stopień naukowy doktora w Polsce nadawany jest wyłącznie w drodze przewodu doktorskiego, a w jego kluczowe działania wchodzą czynności zakończone uchwałami rady jednostki organizacyjnej, która posiada uprawnienia do nadawania stopnia naukowego doktora:
1. zgoda na przedstawienie rozprawy doktorskiej w języku innym niż polski,
2. wszczęcie przewodu doktorskiego i wyznaczenia promotora albo promotora i promotora pomocniczego,
3. wyznaczenia recenzentów,
4. przyjęcia rozprawy doktorskiej i dopuszczenie jej do publicznej obrony,
5. przyjęcie publicznej obrony rozprawy doktorskiej,
6. nadanie stopnia naukowego doktora,
7. wyróżnienie rozprawy doktorskiej.

### Cykle działania przy rozwiązywaniu złożonych problemów organizacyjnych
Tryb rozwiązywania problemów organizacyjnych według amerykańskiego uczonego G. Nadlera:
1. określenie funkcji i funkcji cząstkowych (podsystemów),
2. określenie systemu idealnego, tj. realizującego funkcje założone przy minimum nakładów,
3. zbieranie bliższych danych dotyczących szczegółów rozwiązania,
4. opracowanie wariantów systemu z wykorzystaniem analizy etapu 3,
5. wybór wariantu optymalnego z punktu widzenia kryteriów sprawności systemu (możliwie skwantyfikowanych),
6. szczegółowe opracowanie wariantu wybranego,
7. analiza składników systemu i wprowadzenie zmian w razie potrzeby,
8. kontrola opracowania,
9. wdrożenie systemu,
10. sprawdzenie funkcjonowania, ustalenie efektów.

### Cykl działania w ramach klasycznych funkcji zarządzania H. Fayola
H. Fayol pogrupował czynności administracyjne wykonywane przez kierownika, zwane także funkcjami kierowniczymi wg H. Fayola, w następujące funkcje (subfunkcje w obrębie funkcji administracyjnej):
1. przewidywanie, czyli określanie zdarzeń możliwych do wystąpienia w przyszłości i opracowywanie dla nich odpowiednich programów działania
2. organizowanie, obejmujące zarówno pracę ludzi, jak i organizację zakładu pracy, maszyn oraz narzędzi
3. rozkazywanie, czyli spowodowanie, że personel będzie funkcjonował w zamierzony sposób
4. koordynowanie, obejmujące łączenie czynników przedsiębiorstwa w sposób zharmonizowany dla osiągnięcia zamierzonych celów
5. kontrolowanie, to jest sprawdzanie zgodności działania z przepisami prawa oraz wydanymi rozkazami.

### Proces logicznego myślenia E. M. Goldratta i cykl uporządkowanego działania M. Kowalczyka
Izraelski fizyk, który zastosował metody nauk ścisłych do rozwiązywania problemów ekonomicznych przedsiębiorstw, twórca teorii ograniczeń, E. Goldratt ustalił m.in. cykl logicznego myślenia i wsparł go narzędziami myślowymi (thinking tools). Te narzędzia służą tylko, i aż tylko do wizualizacji tego co mamy w głowie. Z kolei ten proces to kluczowe pytania dla podejmowanego działania / projektu / zmiany na jakie należy sobie odpowiedzieć przed rozpoczęciem ich realizacji / wdrażania. M. Kowalczyk z MANDARINE Project Partners zaadaptował proces logicznego myślenia w procesie zarządzania projektem i następująco nazwał jego etapy:
1. generowanie pomysłów / generowanie zakresu – co chcę zmienić,
2. analiza biznesowa / definiowanie projektu,
3. analiza wykonawcza / planowanie projektu,
4. nadzorowanie realizacji,
5. realizacja projektu,
6. ocena powykonawcza.

## Uwspólniony model głównych procesów zarządczych
Pomimo że istnieje wiele ciekawych i praktycznych cyklów zorganizowanego działania, np. takich, jak chociażby wiodące podejścia projektowe wymienione w tym artykule to ich praktyczna znajomość i użyteczność do codziennego stosowania pozostawia wiele do życzenia. Problemem jest powierzchowne ich zrozumienie, bez zagłębienia się w ich znaczenie czy składowe czynności elementarne i cel każdego z etapów cyklu. Ewidentnym przykładem tego zamieszania jest identyczne nazywanie różnych etapów cyklu przez swoich twórców. Np. w podejściu PMBOK pierwszym etapem jest „inicjowanie”, a w podejściu PRINCE2 „niepierwszym” jest także etap „inicjowania”. Pomimo zbieżnej nazwy ich zadania w uporządkowanym cyklu działania są różne. Jeśli dorzuci się do tego członków zespołu z doświadczeniem zdobytym w różnych podejściach projektowych lub pracujących na różnych kontynentach to problem komunikacyjny nabrzmiewa. Już W. Gasparski pisał, że „mimo różnic w sformułowaniu etapów działania zorganizowanego, spotykanych w literaturze przedmiotu, w każdym cyklu organizacyjnym powinno się uwzględniać trzy fazy podstawowe, łatwe do wyodrębnienia”.
Rozwiązanie tego problemu, w celu ułatwienia komunikacji pomiędzy tymi „dwoma światami”, a także innymi cyklami uporządkowanego działania podjął się T. Chłopaś:
[RYSUNEK] jak wstawić
Cykl uwspólnionego modelu głównych procesów zarządczych realizowanych we wiodących podejściach do zarządzania projektami wygląda następująco:.
- faza przedprojektowa:
  - pojawienie się problemu (monitorowanie i identyfikacja problemów),
  - dobór inicjatyw do problemu:
    - analiza kluczowych problemów oraz uzgodnienie celów, priorytetów i kierunku działania,
    - definiowanie wariantów rozwiązania problemów, wybór strategii ich rozwiązania oraz analiza i zgłaszanie inicjatyw,

  - przygotowanie koncepcji projektowej inicjatywy:
    - zdefiniowanie idei projektu oraz ocena inicjatyw projektowych,
    - przygotowanie założeń projektu,
- faza projektowa = PROJEKT:
  - planowanie i organizowanie wykonawstwa projektu,
  - realizacja prac w projekcie / wykonywanie pracy w sposób uporządkowany,
  - zamykanie projektu,
- faza poprojektowa:
  - eksploatacja produktów projektu / modyfikacje / rozbudowa,
  - wycofanie produktu projektu.

Zbudował on uwspólniony model głównych procesów zarządczych realizowanych we wiodących podejściach do zarządzania projektami, który pozwala poprawić zrozumienie wiodących podejść projektowych oraz komunikacje wśród zaangażowanych uczestników projektu. Model ten pozwala także na lepsze opanowanie procesów zarządczych wiodących podejść projektowych oraz bieglejsze poruszanie się pomiędzy nimi co może poprawić komunikację wewnątrz zespołu projektowego. Te korzyści z niego mogą spowodować lepsze ich zrozumienie oraz wykorzystanie mocnych stron każdego z tych podejść w realizacji swoich projektów a tym samym trafniej dostosowywać wybrane podejście do warunków swojego projektu, a także przyczynić się do zmniejszenia skali niepowodzenia realizacji projektów.